# Razze di conigli
Segue una lista delle principali razze di conigli. Le specie cunicole sono allevate per la carne, per la pelliccia o come animali da compagnia, quindi con diverse attitudine produttiva. La suddivisione riprende quella seguita dai principali manuali di coniglicoltura, che distingue gli animali in base al peso: razze pesanti, medie e leggere. Una quarta categoria invece tralascia questa suddivisione e raggruppa gli animali con particolare struttura del pelo, comunemente dette "razze speciali".
Tutte le razze di conigli derivano dal coniglio domestico europeo (Oryctolagus cuniculus) e sono state selezionate in epoca recente (rispetto all'allevamento di altri animali): solo a partire dal XIX secolo si poterono contare in tutt'Europa circa 60 razze dalle caratteristiche fissate.
Attualmente in Italia sono riconosce dall'ANCI 43 razze di conigli.

## Razze riconosciute ANCI

### Razze pesanti
- Coniglio ariete
- Coniglio Gigante
- Coniglio Gigante Bianco
- Coniglio Gigante Pezzato

### Razze medie
- Alaska
- Argentata di Champagne
- Argentata Grande
- Ariete inglese
- Bianca di Nuova Zelanda
- Bianca di Vienna
- Blu di Vienna
- Californiana
- Cincillà grande coniglio
- Fulva di Borgogna
- Giapponese
- Hotot
- Lepre
- Leprino di Viterbo
- Pezzata tricolore
- Rossa di Nuova Zelanda
- Turingia

### Razze leggere
- Argentata piccola
- Ariete nano
- Ariete piccolo
- Avana
- Cincillà piccolo
- Ermellino o Polacco
- Fata di Marburgo
- Fata perlata
- Focata
- Giarra bianca
- Lince
- Martora
- Nano colorato
- Olandese
- Oro di Sassonia
- Pezzata inglese
- Pezzata piccola
- Piccolo russo

### Razze a pelo speciale
- Coniglio Angora
- Rex
- Satin
- Volpe

## Razze non riconosciute Anci

### Razze pesanti
- Bianco di Bouscat
- Blu di Moravia
- Blu di San Nicola
- Coniglio Barbuto
- Gigante di Fiandra
- Gigante di Spagna
- Palomino

### Razze medie
- Albino Ceco
- Ariete di Meissen
- Bianco di Moravia
- Bianco di Termonde
- Blu di Beveren
- Blu di Ham
- Bourbonnais Grigio
- Grigio di Carmagnola
- Loser Ceco
- Normanno
- Pezzato di Mecleburgo
- Sallander

### Razze leggere
- Castano Bruno di Lorena
- Deilenaar
- Giarra Nera
- Grigio Perla di Halle
- Holicer Blu
- Hulstlander
- Jamora Arlecchino
- Rhoen
- Sabbiato dei Vosgi
- Separator
- Steenkonijn
- Thrianta

### Razze a pelo speciale
- American Fuzzy Lop

## Leporidi
Seppure non derivino dal coniglio europeo, esistono altri animali comunemente chiamati conigli, o della stessa famiglia dei Leporidi con caratteristiche superficialmente simili ai conigli, che solo in modo improprio potrebbero essere definite razze di conigli:
- Amami
- Coniglio centrafricano o di Bunyoro
- Coniglio degli acquitrini
- Coniglio del deserto
- Coniglio del New England
- Coniglio delle paludi
- Coniglio del vulcano
- Coniglio di boscaglia
- Coniglio di boscaglia di San Josè
- Coniglio di fiume
- Coniglio di montagna
- Coniglio di Omiltemi
- Coniglio di roccia del Natal
- Coniglio di roccia di Jameson
- Coniglio di roccia rosso
- Coniglio del cielo
- Coniglio selvatico
- Coniglio striato annamita
- Coniglio striato di Sumatra
- Lepre alpina
- Lepre comune
- Minilepre
- Silvilago delle Tres Marias
- Silvilago di Dice
- Silvilago messicano
- Tapeti o Coniglio brasiliano